# Libanees-Surinaamse betrekkingen
Libanees-Surinaamse betrekkingen verwijzen naar de huidige en historische betrekkingen tussen Libanon en Suriname. 

## Bilaterale betrekkingen
In Paramaribo is een Libanees honorair-consul gevestigd. Rond 2022 is dat Antoine Kareh.
In 1985 nodigde legercommandant Desi Bouterse onder meer Jasser Arafat uit, de leider van de PLO, voor de viering van vijf jaar revolutie, waarmee hij zijn staatsgreep uit 1980 bedoelt.

## Libanezen in Suriname
Sinds circa de jaren 1890 kwamen Libanezen op eigen initiatief naar Suriname voor de handel in textiel. In 1939 was ongeveer de helft van de betere textielzaken in Paramaribo in Libanees eigendom. Door verwantschap met andere Libanezen hadden ze vaak een goed netwerk in het Caraïbisch gebied. Ze waren in Libanon aangesloten bij de Maronitische Kerk en sloten zich aan bij de Katholieke Kerk in Suriname. Libanezen zijn grotendeels geïntegreerd in de samenleving.

## Dino Bouterse en Hezbollah
Begin jaren 2010 onderhandelde Dino Bouterse, de zoon van de zittende president, met leden van de Libanese terreurbeweging Hezbollah over wapenhandel, training in Suriname voor het plegen van aanslagen tegen Amerikanen en de smokkel van 450 kilo cocaïne. Het bleek te gaan om een list van de DEA. In 2015 werd Bouterse in de VS veroordeeld tot 16 jaar gevangenisstraf.